# Oplachantha mexicana
Oplachantha mexicana är en tvåvingeart som först beskrevs av Luigi Bellardi 1859.  Oplachantha mexicana ingår i släktet Oplachantha och familjen vapenflugor. Inga underarter finns listade i Catalogue of Life.